# Лунин, Александр Фёдорович
Лунин Александр Федорович (5 июля 1938, Орёл — 28 декабря 1993, Москва) — крупный учёный-нефтехимик, доктор химических наук, профессор, внесший существенный вклад в развитие отечественной нефтехимии.

## Краткая биография
- 05 июля 1938 г. — Родился Лунин Александр Федорович, в г. Орел 1941—1946 гг. Эвакуация во время Великой Отечественной войны в г. Пермь
- 1946—1056 гг. — Учёба в экспериментальной средней школе 3Ч1 204 г. Москвы
- 1956—1961 гг. — Учёба на технологическом факультете Московского нефтяного института имени И. М. Губкина
- 1957 — г. — Работа на целине, награждение грамотой Алтайского крайкома ВЛКСМ
- 1960—1965 гг. — Председатель студенческого научного общества института
- 1961—1993 гг. — Работа в Российском Государственном Университете нефти и газа имени И. М. Губкина
- 1961 г. — Ассистент кафедры нефтехимического синтеза
- 1963 г. — Опубликована первая научная статья: «К вопросу о влиянии ультрафиолетового излучения на процесс изомеризации циклогексана в метилциклогексан», Известия ВУЗов «Нефть и газ», 1963 г.
- 1965 г. — Защита диссертации на соискание ученой степени кандидата технических наук
- 1965—1968 гг. — Парторг кафедры нефтехимического синтеза
- 1966 г. — Присуждение ученой степени кандидата технических наук
- 1966 г. — Старший преподаватель кафедры нефтехимического синтеза
- 1966 г. — Выпущен первый тематический обзор: Паушкин Я. М., Лунин А. Ф. и др. Полупроводниковые полимеры с сопряженными связями М.: ЦНИИТЭнефтехим, 1966 г. −58 с.

1966 г. — Получены два первых авторских свидетельства по закрытой тематике (Авторское свидетельство Хi 34532 от 22 августа 1966 г. и авторское свидетельство
ЗЧ 35139 от 15 октября 1966 г.)
- 1967 г. — доцент кафедры нефтехимического синтеза
- 1968—1974 гг. — Секретарь партийного бюро факультета
- 1969 г. — Присуждено ученое звание доцента по кафедре нефтехимического синтеза.
- 1970 г. — Награждён юбилейной медалью «За доблестный труд в ознаменовании 100-летия со дня рождения В. И. Ленина»
- 1971 г. — Издана первая монография «Органические полупроводники», изд-во "Химия. — М., 1971 г., 224 с.
- 1973—1977 гг — Заведующий кафедрой нефтехимического синтеза
- 1975 г. — Защита докторской диссертации
- 1975 г. — Присуждена ученая степень доктора химических наук
- 1976 г. — Награждён почетным знаком «Ударник IX пятилетки»
- 1977 г. — Заведующий кафедрой органической химии и химии нефти
- 1978 г. — Присвоено ученое звание профессора
- 1984—1988 гг — Командировка в Республику Афганистан. За Выполнение интернационального долга награждён высшей наградой республики Афганистан — орденом Красного знамени и четырьмя афганскими медалями
- 1988 г. — Профессор кафедры использования газа и защиты воздушного бассейна
- 1988 г. — И. О. заведующего кафедрой аналитической химии
- 1988 г. — декан химико-технологического факультета
- 1989 г — Профессор, а затем заведующий кафедрой экологии и физико-химических проблем
- 1990 г — Разработана программа государственных исследований «Нефтегазовые ресурсы»
- 1990г — Руководство экспертной комиссии Госкомприроды СССР по проекту Тобольского нефтехимического комплекса
- 1992 г — Издан тематический обзор: Лунин А. Ф. и др. Защита воздушного бассейна от выбросов углеродсодержащих соединений М.: ЦНИИТЭнефтехим, 1992-44 с.
- 28.11.1993 г Скончался после тяжелой болезни Александр Федорович Лунин. Похоронен в Москве на Ваганьковском кладбище

## Ученые степени и звания
- доктор химических наук(1975)
- профессор(1978)